# Morishige
Pour les articles homonymes, voir Morishige (homonymie).
もりしげ
Œuvres principales
- Monsieur est servi
- Koi Koi 7

Morishige (もりしげ), né un 10 avril, au XXe siècle, dans la préfecture d'Ibaraki, au Japon, et mort le 30 juin 2020, est un mangaka célèbre pour ses shōjo humoristiques : Monsieur est servi ou Koi Koi 7.